# W-образный двигатель

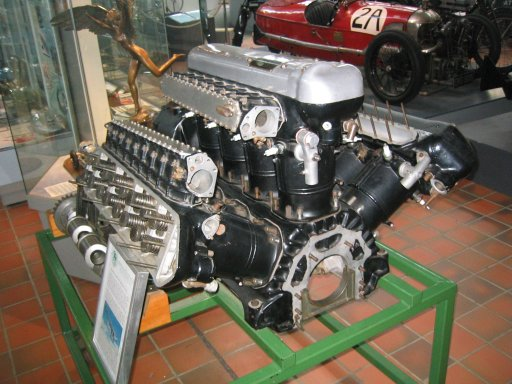
W-образный двигатель

W-образный двигатель — тип двигателя с W-образным расположением цилиндров. Обычно W-образный двигатель представляет собой двигатель с 3 или 4 рядами цилиндров, расположенными сверху под углом меньше 90 градусов по отношению друг к другу, над единым коленчатым валом. Таким образом в поперечном разрезе двигатель напоминает букву W. Отличительной особенностью данного типа двигателя является компактность по сравнению с другими типами двигателей, используемыми в серийных автомобилях и имеющими схожие мощностные характеристики.
Существуют также W-образные двигатели с рядным расположением цилиндров в шахматном порядке в каждой из двух секций одного блока цилиндров. При этом каждая из двух секций такого W-образного двигателя имеет свою ГБЦ и угол между цилиндрами (в одной секции) в 10-15 градусов, как в обычном VR-образном двигателе. Расстояние между секциями в таком двигателе меньше 90 градусов. W-образные двигатели за всю историю своего существования применялись как в автомобилях, так и в авиации и в мотоциклах.

## Носители
- Bugatti

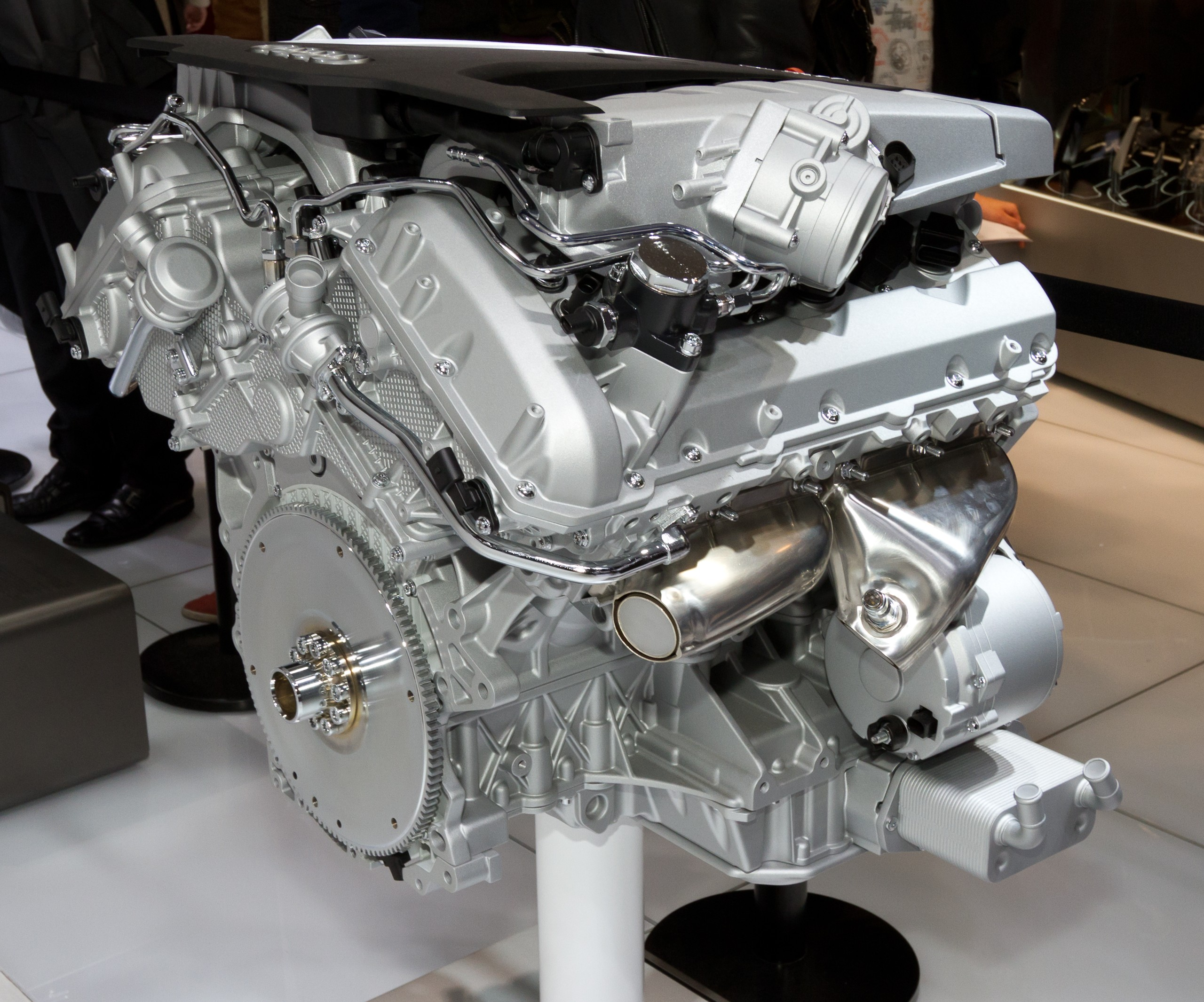
Двигатель Audi W12 объемом 6.3

  - Bugatti Veyron (TSI W16, 8 литров)
  - Bugatti Chiron
  - Bugatti Divo
- Некоторые самолёты времен второй мировой войны.
- Volkswagen Touareg 2003 6.0 W12